# 岩川
岩川（いわがわ）は、神奈川県横浜市緑区を流れ恩田川に注ぐ河川。横浜市管轄の準用河川である。

## 地理
神奈川県横浜市緑区長津田町の旭区との境界付近に源を発し北流。概ね国道246号と平行し、緑区いぶき野で恩田川に合流する。
上流域は竹林などの自然が多く、中下流域は密集した住宅地の中を流れる。ほぼ全域にわたり高いコンクリート護岸に囲われ水辺に降りることができない。臭気は無いがゴミが散見され、清掃などの対策が課題である。
最上流に位置する長津田町岡部谷戸地域の源流は、長津田町小川アメニティとして整備されており、夏季にはホタルも観察できる。

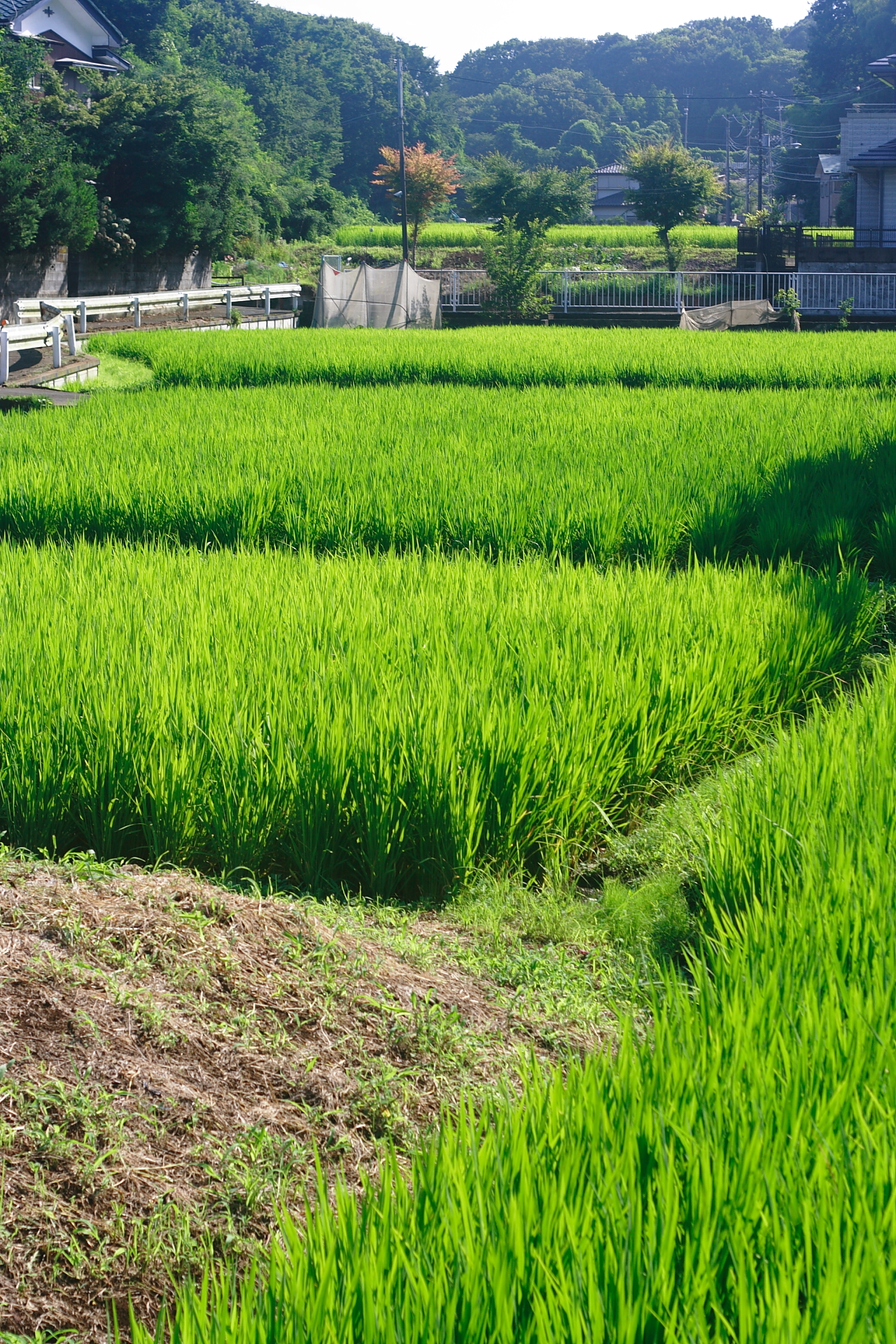
岡部谷戸付近

## 歴史
- 1973年度：準用河川に指定。
- 1987年10月15日：横浜市が改修工事を施行する主要な28河川を決定。蓮台橋～恩田川合流点までの1838m[1]。

## 並行する交通

### 道路
- 国道246号

## 周辺施設
- 長津田町小川アメニティ - 長津田町岡部谷戸地区の田園地帯に沿って作られた散歩道。夏季にはホタルも見られる。
- ハードオフ横浜長津田店（旧ウィズいぶき野店（スーパーマーケット））
- 横浜市資源循環局緑事務所（旧環境事業局）
- 横浜市北部斎場